# Псурцев, Николай Демьянович
Никола́й Демья́нович Псу́рцев (23 января (4 февраля) 1900, Киев — 9 марта 1980, Москва) — советский государственный и военный деятель, генерал-полковник войск связи (20.04.1945), Герой Социалистического Труда (03.02.1975), министр связи СССР.

## Биография
Родился в Киеве в русской крестьянской семье.
С сентября 1915 года был учеником телеграфиста, затем телеграфистом станции Поныри Курской железной дороги, станции Курск.
- Февраль — декабрь 1918 — красноармеец отряда Кожевникова, Украинский фронт. В 1919 году вступил в ВКП(б)[1].
- Декабрь 1918 — июль 1920 — телеграфист штаба 9-й армии, комиссар телеграфа армии.
- Июль 1920 — январь 1921 — комиссар связи 12-й армии.
- Январь — июнь 1921 — комиссар отдела Управления связи штаба Украины и Крыма.
- Июнь — ноябрь 1921 — комиссар 6-го полка связи.
- С ноября 1921 года — слушатель Высшей военной школы связи Красной Армии.
- С июля 1924 года — заместитель начальника связи Сибирского военного округа.
- С ноября 1927 года — командир и комиссар 10-го полка связи.
- 1930—1934 — слушатель Военной электротехнической академии связи.
- С февраля 1935 года — заместитель начальника отдела боевой подготовки Управления связи РККА.
- С января 1936 года — начальник узла связи Наркомата обороны СССР.
- С мая 1937 года — начальник Управления междугородной телефонно-телеграфной связи Наркомата связи СССР.
- С марта 1938 года — уполномоченный Наркомата связи СССР по Дальневосточному краю.
- С апреля 1939 года — начальник учебного отдела Военной электротехнической академии РККА.
- С декабря 1939 года — начальник связи Северо-западного фронта.
- С апреля 1940 года — начальник учебного отдела Военной электротехнической академии РККА.
- С июня 1940 года — заместитель начальник Управления связи РККА.

3 июля 1941 года был назначен на должность начальника управления связи Западного фронта, 4 июля 1941 года прибыл на командный пункт фронта в Гнездово (западнее Смоленска) и после доклада С. К. Тимошенко вступил в должность.
- С февраля 1944 года — первый заместитель начальника Главного управления связи РККА.
- С апреля 1946 года — начальник связи Генерального штаба ВС СССР.
- Ноябрь 1947 — март 1948 — первый заместитель министра связи СССР.
- Март 1948 — сентябрь 1975 — министр связи СССР.
- С сентября 1975 года — персональный пенсионер союзного значения.

Депутат Верховного совета СССР 4−9 созывов (1954—1979). Кандидат в члены ЦК КПСС в 1961—1976 годах, генерал-полковник войск связи (1945).
Умер 9 марта 1980 года в Москве. Похоронен на Новодевичьем кладбище.

## Память
- Именем Н. Д. Псурцева названы Новосибирский электротехнический институт связи, Курский телеграф и Высшая школа подготовки работников связи в Берлине (ГДР).
- В 2000 году в России была выпущена почтовая марка, посвященная Псурцеву.

## Награды
- Герой Социалистического Труда[1] (3.02.1975)
- 5 орденов Ленина (21.02.1945; 03.02.1960; 18.07.1966; 03.02.1970; 03.02.1975)
- орден Октябрьской Революции (01.02.1980)[2]
- 4 ордена Красного Знамени (21.03.1940; 02.01.1942; 03.11.1944; 24.06.1948)
- орден Кутузова 1-й степени (08.09.1945)
- орден Суворова 2-й степени (09.04.1943)
- орден Кутузова 2-й степени (28.09.1943)
- медали

### Иностранные награды
- Рыцарь-Командор Ордена Британской Империи (Великобритания, 1944)[3]